# Puerto Guaqui
Puerto Guaqui ist eine Ortschaft im Departamento La Paz im südamerikanischen Anden-Staat Bolivien.

## Lage im Nahraum
Die Ortschaft Puerto Guaqui ist Nachbarort der Gemeinde Guaqui und liegt im Municipio Guaqui in der Provinz Ingavi am Titicacasee. Der Ort liegt zwei Kilometer nordwestlich von Guaqui auf einer Höhe von 3831 m am südlichen Seeabschnitt Wiñaymarka und ist der wichtigste bolivianischer Hafen am Titicacasee.

## Geographie
Guaqui liegt zwischen den Anden-Gebirgsketten der Cordillera Occidental und der Cordillera Oriental im andinen Trockenklima des Altiplano und war in den vergangenen drei Jahrtausenden von deutlichen Wasserspiegel-Schwankungen des Sees betroffen. Das Klima ist ein typisches Tageszeitenklima, bei dem die Temperaturunterschiede im Tagesverlauf deutlicher ausfallen als im Jahresverlauf.
Die Jahresdurchschnittstemperatur beträgt knapp 8 °C (siehe Klimadiagramm Desaguadero), die Monatswerte schwanken nur unwesentlich zwischen 5 °C im Juni/Juli und 9 °C von November bis März. Der mittlere Jahresniederschlag beträgt etwa 670 mm und fällt vor allem in den Monaten Dezember bis März mit monatlich 100 bis 150 mm, von Mai bis August herrscht eine Trockenzeit mit Monatsniederschlägen unter 15 mm.

## Verkehrsnetz
Puerto Guaqui liegt in einer Entfernung von 87 Straßenkilometern westlich der Hauptstadt des Departamentos, La Paz.
Von La Paz führt die asphaltierte Nationalstraße Ruta 2 in westlicher Richtung dreizehn Kilometer bis El Alto, von dort die Ruta 1 über 72 Kilometer nach Südwesten über Laja, Tiawanacu und Guaqui bis Puerto Guaqui.
In Puerto Guaqui endet die Bahnlinie Viacha – Puerto Guaqui, auf der jedoch keine Züge mehr verkehren.

## Tourismus
Im Jahr 2014 wurde ein touristischer Komplex in Puerto Guaqui eröffnet, der aus 4 Ausstellungen besteht. Eine davon ist das Eisenbahnmuseum, in dem altes Rollmaterial ausgestellt ist. Weitere Themen sind die Kulturgeschichte der Region und lokale Bräuche.

## Bevölkerung
Die Einwohnerzahl der Ortschaft hat sich in den vergangenen beiden Jahrzehnten nur unwesentlich verändert:
| Jahr | Einwohner | Quelle       |
| ---- | --------- | ------------ |
| 1992 | 1 260     | Volkszählung |
| 2001 | 1 204     | Volkszählung |
| 2012 | 1 238     | Volkszählung |
| 2024 |           | Volkszählung |

Die Region weist einen hohen Anteil an Aymara-Bevölkerung auf, im Municipio Guaqui sprechen 87,9 Prozent der Bevölkerung Aymara.